# 聖喬治教堂 (瓦拉日丁)

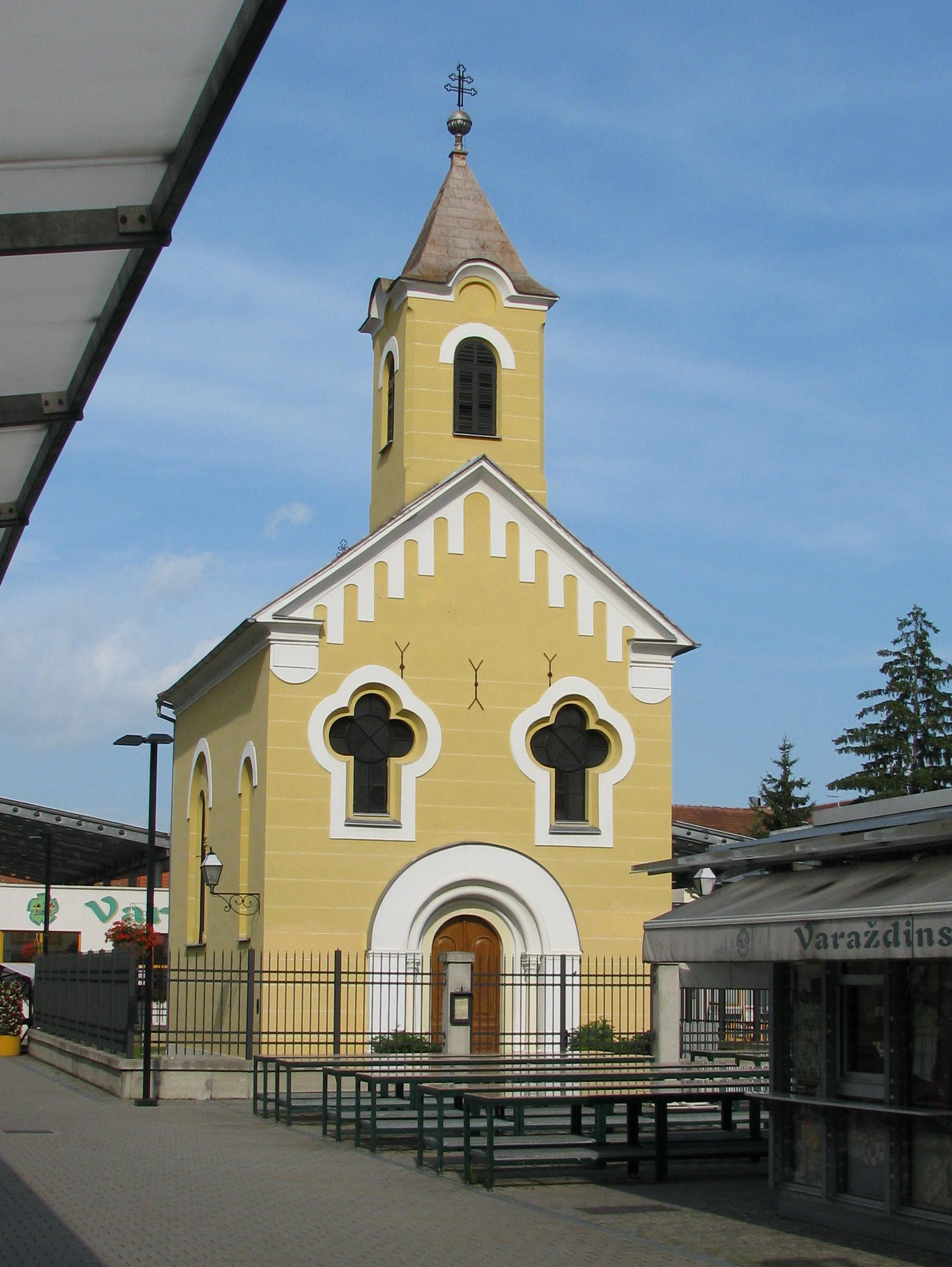

聖喬治教堂（Church of St. George, Varaždin）是位於克羅埃西亞城市瓦拉日丁的一座塞爾維亞正教會教堂。教堂獻給聖喬治。教堂竣工於1884年。